# Tè verde (colore)
Il colore tè verde è una tonalità chiara di verde, il suo nome deriva dall'omonima varietà di tè.